# Tomasz Rosoł
Tomasz Rosoł (ur. 4 września 1989 w Bytomiu) – polski sztangista, wielokrotny medalista Mistrzostw Polski juniorów (U17-U20), młodzieżowców (U23) oraz seniorów; uczestnik XXVI Letniej Uniwersjady 2011, brązowy medalista Mistrzostw Europy do 17 lat w 2006 roku, szósty zawodnik Mistrzostw Europy Seniorów w 2010 roku, piąty zawodnik Akademickich Mistrzostw Świata 2014.
Zawodnik występuje w kategoriach wagowych 61-67. Rekordy życiowe na zawodach wynoszą: 135 kg w rwaniu i 165 kg w podrzucie.
Uczęszczał do Liceum Ogólnokształcącego nr VI w Opolu oraz I Liceum Ogólnokształcące im. Stefanii Sempołowskiej w Tarnowskich Górach (jedno półrocze). Ukończył studia na Wydziale Wychowania Fizycznego i Fizjoterapii Politechniki Opolskiej.

## Przynależność klubowa
- KKS Śląsk Tarnowskie Góry (KORiS Śląsk) – Od 2004 do 2005
- KS Budowlani Opole – Od 2005 do 2013 (1.Liga)
- KPC Górnik Polkowice – Od 2013 do 2023 (1.Liga)
- TSV 1860 Stralsund[3] – Od 2007 do 2013 (1.Liga)
- Oder-Sund Team[4] – Od 2013 do 2017 (1.Liga)
- Berliner TSC Gewichtheben[5] – Od 2017 (1.Liga)
- UKS MOS Opole - Od 2024 do teraz.

## Sukcesy

### Złote medale zdobyte podczas Mistrzostw Polski
1. 2006 – Mistrzostwa Polski do lat 17[6]
2. 2008 – Mistrzostwa Polski do lat 20[7]
3. 2009 – Mistrzostwa Polski do lat 20
4. 2009 – Mistrzostwa Polski Seniorów[8]
5. 2010 – Młodzieżowe Mistrzostwa Polski do lat 23[9]
6. 2010 – Drużynowe Mistrzostwa Polski Seniorów[10]
7. 2011 – Młodzieżowe Mistrzostwa Polski do lat 23[11]
8. 2011 – Akademickie Mistrzostwa Polski AZS[12]
9. 2011 – Drużynowe Mistrzostwa Polski Seniorów[13]
10. 2012 – Mistrzostwa Polski Seniorów[14]
11. 2012 – Drużynowe Mistrzostwa Polski Seniorów
12. 2012 – Młodzieżowe Mistrzostwa Polski do lat 23[15]
13. 2014 – Akademickie Mistrzostwa Polski AZS
14. 2015 – Akademickie Mistrzostwa Polski AZS[16]
15. 2016 – Mistrzostwa Polski Seniorów[17]
16. 2020 – Mistrzostwa Polski Seniorów[18]
17. 2021 – Mistrzostwa Polski Seniorów[19]
18. 2022 – Mistrzostwa Polski Masters[20]
19. 2023 – Mistrzostwa Polski Masters[21]
20. 2023 – Mistrzostwa Polski Seniorów[22]
21. 2024 – Mistrzostwa Polski Masters[23]
22. 2024 – Mistrzostwa Polski Seniorów[24]

### Srebrne medale zdobyte podczas Mistrzostw Polski
1. 2005 – Mistrzostwa Polski do lat 17[25]
2. 2006 – Ogólnopolska Olimpiada Młodzieży do lat 18[26]
3. 2006 – Drużynowe Mistrzostwa Polski Seniorów[27]
4. 2008 – Drużynowe Mistrzostwa Polski Seniorów
5. 2009 – Drużynowe Mistrzostwa Polski Seniorów[28]
6. 2010 – Mistrzostwa Polski Seniorów
7. 2014 – Mistrzostwa Polski Seniorów
8. 2015 – Mistrzostwa Polski Seniorów[29]
9. 2017 – Mistrzostwa Polski Seniorów[30]
10. 2019 – Mistrzostwa Polski Seniorów[31]
11. 2022 – Mistrzostwa Polski Seniorów[32]
12. 2025 – Mistrzostwa Polski Masters[33]

### Brązowe medale zdobyte podczas Mistrzostw Polski
1. 2011 – Mistrzostwa Polski Seniorów[13]
2. 2016 – Drużynowe Mistrzostwa Polski Seniorów
3. 2021 – Drużynowe Mistrzostwa Polski[34]
4. 2025 – Mistrzostwa Polski Seniorów[35]

### Uczestnictwo w międzynarodowych imprezach sportowych
1. Puchar CEFTY. Tarnowskie Góry, 2004
2. X European Promotion Cup & European Team Championship. Udine, Włochy, 2006 2 m[36].
3. Mistrzostwa Europy do lat 17. Landskrona, Szwecja 2006. 3 M[37]
4. Puchar CEFTY. Koszyce, Słowacja, 2007.
5. XII European Promotion Cup & European Team Championship. Lausanne, Szwajcaria, 2008. 3 m.
6. Mistrzostwa Świata do lat 20. Cali, Kolumbia, 2008. 14 m[38].
7. Mistrzostwa Europy do lat 20. Durres, Albania, 2008. 12 m.
8. Mistrzostwa Świata do lat 20. Bukareszt, Rumunia, 2009. 10 m
9. Mistrzostwa Europy do lat 20. Landskrona, Szwecja, 2009. 6 m[39].
10. Mistrzostwa Europy Seniorów. Mińsk, Białoruś, 2010. 6 m.
11. Młodzieżowe Mistrzostwa Europy do lat 23. Limassol, Cypr, 2010. 5 m.
12. Mistrzostwa Europy Seniorów. Kazań, Rosja, 2011. 8 m.
13. Uniwersjada, Shenzhen, Chiny, 2011
14. Młodzieżowe Mistrzostwa Europy do lat 23. Eilat, Izrael, 2012. 8 m.
15. IWF Grand Prix International Cup, Baku, Azerbejdżan, 2012. 8 m.
16. Akademickie Mistrzostwa Świata, Tajlandia, Chiang Mai, 2014. 5 m.
17. Mistrzostwa Świata Masters, Finlandia, Rovaniemi, 2024 1 m.[40]
18. Mistrzostwa Europy Masters, Albania, Durres/Golem, 2025 1 m.[41]

### Inne osiągnięcia
1. Akademickie Mistrzostwa Polski AZS w trójboju siłowym, 2014; 5 m. w klasyfikacji ogólnej i 2 m. w typach politechnik.
2. Bundesliga od sezonu 2007/2008 w TSV Stralsund (Oder-Sund Team)
3. Bundesliga od sezonu 2009/2010 w TSC Berlin
4. Mistrz Śląska Seniorów i juniorów w podnoszeniu ciężarów: 2004 i 2005 roku[42].
5. 4-letni udział w treningach, zawodach oraz obozach treningowych w sekcji JUDO w Tarnowskich Górach, 3 kyu
6. IV miejsce w Drużynowych Mistrzostwach Polski Seniorów 2015, 2017.
7. Mistrz Polski w amatorskim Judo 2024.[43]